# Biały Dunajec (stacja kolejowa)
Biały Dunajec – stacja kolejowa w Białym Dunajcu, w województwie małopolskim, w Polsce.

## Ruch pasażerski
| Rok  | Wymiana pasażerska na dobę |
| ---- | -------------------------- |
| 2017 | 210-49                     |
| 2022 | 100-149                    |